# Nati nel 1929/Agosto
| Questa pagina contiene informazioni ricavate automaticamente dalle voci biografiche con l'ausilio del template Bio e di un bot. L'aggiornamento è periodico e automatico e ricostruisce completamente la pagina. Se manca una persona in questa lista, sei pregato di non aggiungerla, ma accertati piuttosto che la sua voce biografica contenga il template Bio e che i dati anagrafici siano correttamente compilati. Se il template Bio manca, inseriscilo tu stesso o, in alternativa, metti l'avviso {{tmp\|Bio}} che ne segnala la mancanza. Se i dati riportati sono sbagliati, correggi direttamente la voce biografica; le modifiche saranno visibili in questa lista entro pochi giorni. Per chiarimenti vedi il progetto biografie. La lista contiene solo le 197 persone che sono citate nell'enciclopedia e per le quali è stato implementato correttamente il template Bio. Pagina aggiornata al 26 lug 2025. |

- 1º agosto - Leila Abashidze, attrice, regista e scrittrice georgiana († 2018)
- 1º agosto - Hafizullah Amin, politico afghano († 1979)
- 1º agosto - Giorgio Bondi, politico italiano
- 1º agosto - Rinaldo Caressa, pittore italiano († 2009)
- 1º agosto - Enrico Colombo, sceneggiatore e produttore cinematografico italiano († 2012)
- 1º agosto - Fernando Fusco, fumettista e pittore italiano († 2015)
- 1º agosto - Howard Garfinkel, dirigente sportivo statunitense († 2016)
- 1º agosto - Josef Homeyer, vescovo cattolico tedesco († 2010)
- 1º agosto - Camillo Milli, attore italiano († 2022)
- 2 agosto - José Afonso, cantautore portoghese († 1987)
- 2 agosto - Angelo Enrico Canevari, artista, scultore e scenografo italiano († 2014)
- 2 agosto - Bernard L. Kowalski, regista statunitense († 2007)
- 2 agosto - K. M. Peyton, scrittrice statunitense († 2023)
- 2 agosto - Pietro Plescan, pittore e incisore italiano († 2022)
- 3 agosto - Giancarlo Gentilini, politico italiano († 2025)
- 3 agosto - Geoff Heskett, cestista australiano († 2023)
- 3 agosto - Zdzisław Krzyszkowiak, siepista e mezzofondista polacco († 2003)
- 3 agosto - Bethel Leslie, attrice statunitense († 1999)
- 4 agosto - Barbara Cooper, politica statunitense († 2022)
- 4 agosto - Ray Harrison, schermidore britannico († 2000)
- 4 agosto - Kishore Kumar, attore e cantante indiano († 1987)
- 4 agosto - Kōhei Miyauchi, doppiatore giapponese († 1995)
- 4 agosto - Santi Nicita, politico italiano († 2014)
- 4 agosto - Mohamed Paziraie, lottatore iraniano († 2002)
- 4 agosto - Gabriella Tucci, soprano italiano († 2020)
- 5 agosto - Rolando Alarcón, cantautore, musicista e compositore cileno († 1973)
- 5 agosto - Ottó Boros, pallanuotista ungherese († 1988)
- 5 agosto - Aldo Dorigo, calciatore italiano († 2025)
- 5 agosto - Jacques Drèze, economista belga († 2022)
- 5 agosto - Don Matheson, attore televisivo statunitense († 2014)
- 5 agosto - Turi Simeti, pittore e scultore italiano († 2021)
- 5 agosto - Nathália Timberg, attrice e conduttrice televisiva brasiliana
- 5 agosto - Oiva Virtanen, cestista finlandese († 1992)
- 6 agosto - Alain Besseche, schermidore francese († 2020)
- 6 agosto - Nado Canuti, artista e partigiano italiano
- 6 agosto - Eduardo Davino, vescovo cattolico italiano († 2011)
- 6 agosto - William Fields, canottiere statunitense († 1992)
- 6 agosto - Maria Frau, attrice italiana
- 6 agosto - Kateb Yacine, scrittore, drammaturgo e poeta algerino († 1989)
- 7 agosto - Michael Green, pittore e scultore britannico († 2022)
- 7 agosto - Sadi Gülçelik, cestista turco († 1980)
- 7 agosto - Don Larsen, giocatore di baseball statunitense († 2020)
- 7 agosto - Arrigo Petacco, giornalista, storico e sceneggiatore italiano († 2018)
- 7 agosto - Dick Schulze, politico statunitense
- 8 agosto - Ronnie Biggs, criminale e cantante britannico († 2013)
- 8 agosto - José Luis Borau, regista e sceneggiatore spagnolo († 2012)
- 8 agosto - Gudrun Burwitz, tedesca († 2018)
- 8 agosto - Francesco Da Prato, politico italiano († 2010)
- 8 agosto - Leoncio Evita Enoy, scrittore equatoguineano († 1996)
- 8 agosto - Luis García Meza Tejada, generale e politico boliviano († 2018)
- 8 agosto - Gianni Sbarra, scenografo italiano († 2015)
- 8 agosto - Josef Suk, violinista e violista ceco († 2011)
- 9 agosto - Francesco Onorato Alici, politico italiano († 1997)
- 9 agosto - Luciana Castellina, politica, giornalista e scrittrice italiana
- 9 agosto - Corrado Costa, poeta italiano († 1991)
- 9 agosto - Charles J. Fillmore, linguista statunitense († 2014)
- 9 agosto - Romualdo Moro, calciatore uruguaiano († 2001)
- 9 agosto - Foscarina Rozzo, cestista italiana († 2017)
- 9 agosto - Albert Tocco, mafioso statunitense († 2005)
- 9 agosto - Abdi İpekçi, giornalista e attivista turco († 1979)
- 10 agosto - John Alldis, direttore di coro e direttore d'orchestra inglese († 2010)
- 10 agosto - Gennadij Bucharin, canoista sovietico († 2020)
- 10 agosto - Furio Cavallini, pittore italiano († 2012)
- 10 agosto - Tibor Czinkán, cestista ungherese († 2013)
- 10 agosto - Daisy Lúcidi, attrice, conduttrice radiofonica e politica brasiliana († 2020)
- 10 agosto - Vincent McEveety, regista e produttore televisivo statunitense († 2018)
- 10 agosto - Oleg Striženov, attore sovietico († 2025)
- 10 agosto - Giuseppe Tamburrano, storico, giornalista e politico italiano († 2017)
- 10 agosto - Joseph Ujlaki, calciatore ungherese († 2006)
- 11 agosto - Raymond Cicci, allenatore di calcio e calciatore francese († 2012)
- 11 agosto - Mario Italiani, informatico italiano († 2019)
- 11 agosto - John Rennicke, cestista e giocatore di baseball statunitense († 2007)
- 11 agosto - Grisélidis Réal, scrittrice svizzera († 2005)
- 12 agosto - Charles Moore, ostacolista e velocista statunitense († 2020)
- 12 agosto - Buck Owens, cantautore statunitense († 2006)
- 12 agosto - Carl Axel Petri, politico svedese († 2017)
- 12 agosto - Jōji Yuasa, compositore giapponese († 2024)
- 13 agosto - Sergio Giordani, regista e giornalista italiano († 2006)
- 13 agosto - Pat Harrington Jr., attore statunitense († 2016)
- 13 agosto - Prahlad Jani, mistico indiano († 2020)
- 13 agosto - Ida Marcheria, scrittrice, attivista e superstite dell'Olocausto italiana († 2011)
- 13 agosto - Gustav Meier, direttore d'orchestra e docente svizzero († 2016)
- 13 agosto - Barthélemy Nguyễn Sơn Lâm, vescovo cattolico vietnamita († 2003)
- 14 agosto - Lorez Alexandria, cantante statunitense († 2001)
- 14 agosto - Igino Balestra, calciatore italiano († 2006)
- 14 agosto - Giacomo Capuzzi, vescovo cattolico italiano († 2021)
- 14 agosto - Romolo Grano, musicista, compositore e direttore d'orchestra italiano
- 14 agosto - Thomas Meehan, librettista e sceneggiatore statunitense († 2017)
- 14 agosto - Osvaldo Reig, biologo e paleontologo argentino († 1992)
- 14 agosto - Sergio Saleri, dirigente sportivo italiano († 2019)
- 14 agosto - Louise Slaughter, politica statunitense († 2018)
- 14 agosto - Dick Tiger, pugile nigeriano († 1971)
- 15 agosto - Eugene Braunwald, medico austriaco
- 15 agosto - Enzo Collotti, storico italiano († 2021)
- 15 agosto - Mirella Giai, politica italiana († 2023)
- 15 agosto - Marcia Hafif, pittrice statunitense († 2018)
- 15 agosto - Bill James, scrittore gallese († 2023)
- 15 agosto - Aleksej Kuznecov, fondista sovietico († 2003)
- 15 agosto - George Martin, attore statunitense († 2010)
- 15 agosto - Franco Martinelli, calciatore italiano († 2008)
- 15 agosto - Enrico Molari, pilota motociclistico italiano
- 15 agosto - Antōnīs Paragyios, calciatore greco († 2023)
- 15 agosto - Carlo Ripa di Meana, politico e ambientalista italiano († 2018)
- 15 agosto - Antonio Rotondò, storico italiano († 2007)
- 15 agosto - Geōrgios Roumpanīs, astista greco († 2025)
- 15 agosto - Anna Walentynowicz, sindacalista polacca († 2010)
- 15 agosto - Piero Zanotto, fumettista, giornalista e scrittore italiano († 2016)
- 15 agosto - Pëtr Šelochonov, attore e regista russo († 1999)
- 16 agosto - Mario Claut, calciatore italiano († 2010)
- 16 agosto - Bill Evans, pianista e compositore statunitense († 1980)
- 16 agosto - Fritz Nachmann, ex slittinista tedesco occidentale
- 16 agosto - Renzo Ragazzi, regista italiano († 2010)
- 16 agosto - Helmut Rahn, calciatore tedesco († 2003)
- 16 agosto - Renzo Santini, politico italiano († 2001)
- 16 agosto - José María Castillo Sánchez, scrittore e teologo spagnolo († 2023)
- 16 agosto - Fritz Von Erich, wrestler statunitense († 1997)
- 16 agosto - Kurt Zapf, calciatore tedesco orientale († 2010)
- 17 agosto - Donald Britton, ballerino britannico († 1983)
- 17 agosto - Francis Gary Powers, aviatore statunitense († 1977)
- 17 agosto - Carl Ridd, cestista canadese († 2003)
- 17 agosto - Rex White, pilota automobilistico statunitense († 2025)
- 18 agosto - Hugues Aufray, cantautore francese
- 18 agosto - Ian Ayre, tennista australiano († 1991)
- 18 agosto - Sebastiano Bosio, chirurgo italiano († 1981)
- 18 agosto - Jimmy Davies, pilota automobilistico statunitense († 1966)
- 18 agosto - Charles Manring, canottiere statunitense († 1991)
- 18 agosto - Loretto Petrucci, ciclista su strada italiano († 2016)
- 18 agosto - Joan Taylor, attrice statunitense († 2012)
- 19 agosto - Giampiero Becherelli, attore e scrittore italiano († 2010)
- 19 agosto - Bill Foster, allenatore di pallacanestro e dirigente sportivo statunitense († 2016)
- 19 agosto - Ion N. Petrovici, neurologo rumeno († 2021)
- 19 agosto - Mirco Tagliamento, ex calciatore italiano
- 20 agosto - Leonard Barden, scacchista e giornalista britannico
- 20 agosto - Candiano Barranco, calciatore italiano
- 20 agosto - Buddy Van Horn, stuntman, regista e attore statunitense († 2021)
- 21 agosto - Vija Artmane, attrice e politica sovietica († 2008)
- 21 agosto - Peter van Dijk, ballerino e coreografo tedesco († 1997)
- 21 agosto - Grant Golden, tennista statunitense († 2018)
- 21 agosto - Sergio Magni, ex calciatore italiano
- 21 agosto - Bruno Orsini, politico e medico italiano
- 21 agosto - Teresa Pellati, attrice italiana († 2010)
- 21 agosto - Massimo Sani, regista, sceneggiatore e giornalista italiano († 2018)
- 21 agosto - Marie Severin, disegnatrice statunitense († 2018)
- 22 agosto - Rocco Aprile, storico e romanziere italiano († 2014)
- 22 agosto - Anton Kuzov, cestista bulgaro
- 22 agosto - Nico Sapio, giornalista e telecronista sportivo italiano († 1966)
- 22 agosto - Elisabetta Maria Satoko Kitahara, farmacista giapponese († 1958)
- 22 agosto - Pauli Toivonen, pilota automobilistico finlandese († 2005)
- 22 agosto - Ulrich Wegener, poliziotto tedesco († 2017)
- 23 agosto - Jacques Boigelot, regista belga († 2023)
- 23 agosto - Zoltán Czibor, calciatore ungherese († 1997)
- 23 agosto - Tommy Gambino, mafioso statunitense († 2023)
- 23 agosto - Vera Miles, attrice statunitense
- 23 agosto - Giuseppe Steiner, fondista italiano († 2007)
- 23 agosto - Peter Thomson, golfista australiano († 2018)
- 24 agosto - Alice di Lussemburgo, principessa lussemburghese († 2019)
- 24 agosto - Yasser Arafat, politico e militare palestinese († 2004)
- 24 agosto - Mohammad Beheshti, scrittore, politico e giurista iraniano († 1981)
- 24 agosto - Dino De Poli, politico italiano († 2020)
- 24 agosto - Lilia Landi, attrice italiana († 2019)
- 24 agosto - Pierre Mazeaud, alpinista, giurista e politico francese
- 24 agosto - Dominik Smole, scrittore e drammaturgo jugoslavo († 1992)
- 25 agosto - Pietro Biagioli, calciatore e allenatore di calcio italiano († 2017)
- 25 agosto - Dominique Fernandez, scrittore francese
- 25 agosto - Viktor Mar'enko, allenatore di calcio e calciatore sovietico († 2007)
- 25 agosto - Luigi Rossi, giornalista, scrittore e critico musicale italiano († 1999)
- 26 agosto - Giorgio Ferrari, ingegnere italiano († 2024)
- 26 agosto - Evgenij Vladimirovič Fridman, attore e regista sovietico († 2005)
- 26 agosto - Wilford Leach, regista e scenografo statunitense († 1988)
- 26 agosto - Ariel Olascoaga, cestista uruguaiano († 2010)
- 26 agosto - Goderdzi Urgebadze, presbitero e santo georgiano († 1995)
- 27 agosto - Ernie Barrett, cestista e allenatore di pallacanestro statunitense († 2023)
- 27 agosto - Mario Cervo, produttore discografico, conduttore radiofonico e dirigente sportivo italiano († 1997)
- 27 agosto - Giovanni D'Anna, latinista e filologo classico italiano († 2008)
- 27 agosto - Ljubov' Kozyreva, fondista sovietica († 2015)
- 27 agosto - Ira Levin, scrittore, drammaturgo e sceneggiatore statunitense († 2007)
- 27 agosto - Dick Vosburgh, scrittore, poeta e paroliere statunitense († 2007)
- 28 agosto - Lorenzo Calonga, calciatore paraguaiano († 2003)
- 28 agosto - John Evans, allenatore di calcio e calciatore inglese († 2004)
- 28 agosto - Ken Gampu, attore sudafricano († 2003)
- 28 agosto - István Kertész, direttore d'orchestra ungherese († 1973)
- 28 agosto - Errico Ortese, politico italiano († 2015)
- 28 agosto - Roxie Roker, attrice statunitense († 1995)
- 28 agosto - Max Simeoni, politico francese († 2023)
- 28 agosto - Carlo Sismonda, pittore, compositore e musicista italiano († 2011)
- 28 agosto - Keith Wegeman, saltatore con gli sci statunitense († 1974)
- 29 agosto - John Arthur, pugile sudafricano († 2005)
- 29 agosto - Giovanni Azzini, calciatore italiano († 1994)
- 29 agosto - Mary Ellen Kay, attrice statunitense († 2017)
- 29 agosto - Thom Gunn, poeta britannico († 2004)
- 29 agosto - Rosa Sabater, pianista spagnola († 1983)
- 29 agosto - Susan Shaw, attrice inglese († 1978)
- 30 agosto - François Cheng, scrittore, poeta e traduttore cinese
- 30 agosto - Doug Gresham, cestista canadese († 2015)
- 30 agosto - Pavel Stolbov, ginnasta sovietico († 2011)
- 31 agosto - Julio Ramón Ribeyro, scrittore peruviano († 1994)
- 31 agosto - Osamu Yamaji, calciatore giapponese († 2021)